# Medalla del combatent militar 1940-1945

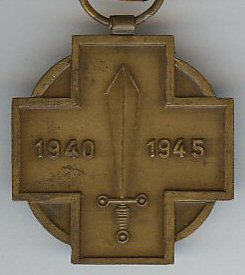
Revers de la medalla

La Medalla del combatent militar 1940-1945 (francès:  Médaille du Combattant Militaire de la Guerre 1940–1945; neerlandès:  Medaille van de Militaire Strijder 1940–1945) és una medalla establerta mitjançant reial decret del 19 de desembre de 1967 i atorgada a tots els membres de les Forces Armades Belgues que van lluitar des d'Anglaterra durant la Segona Guerra Mundial.

## Descripció de la medalla
La medalla del combatent militar 1940-1945 és una creu grega de 38mm d'ample amb protusions semicirculars que omplen els forats entre els braços de la creu a 3mm. A l'anvers apareix la imatge en relleu d'un lleó rampant al centre de la creu. Al revers apareix una espasa que separa els anys "1940" i "1945", inscrits en relleu.
La medalla penja d'una anella d'una cinta de 36mm d'ample de seda de moaré. Els colors de la cinta estan dividits com segueix, de la punta esquerra a la dreta: 6mm verd, 2mm vermell, 2mm negre, 1cm groc, 2mm negre, 3mm groc, 2mm vermell i 6mm verd.

## Receptors notables
- Tinent general Roger Dewandre
- Tinent general Ernest Engelen
- Tinent general Sir Louis Teysen
- Tinent general Constant Weyns
- Tinent general de policia August Van Wanzeele
- Tinent general d'aviació Armand Crekillie
- Vicealmirall aviador Sir André Schlim
- Major general de cavalleria Jules François Gaston Everaert

### Altres fonts
- Quinot H., 1950, Recueil illustré des décorations belges et congolaises, 4e Edition. (Hasselt)
- Cornet R., 1982, Recueil des dispositions légales et réglementaires régissant les ordres nationaux belges. 2e Ed. N.pl., (Brussels)
- Borné A.C., 1985, Distinctions honorifiques de la Belgique, 1830–1985 (Brussels)